# Caravan Pictures
Caravan Pictures, Inc. a fost un studio de film american din cadrul Walt Disney Studios, care a fost fondat de Roger Birnbaum și Joe Roth la 17 noiembrie 1992. Filmele Caravan au fost distribuite de Buena Vista Pictures Distribution.

## Istorie
Compania de producție Caravan Pictures a fost fondată de Roger Birnbaum și Joe Roth ca parte a Disney. Caravan a primit un contract pe cinci ani, pentru un total de 25 de filme cu un buget general de maxim 3 milioane de dolari per film și era de așteptat să producă 5 până la 7 filme pe an inițial. După ce tocmai a lansat primul său film, Cei trei muschetari, de Crăciun 1993,  s-a planificat să lanseze 10 filme în 1994, ceea ce ar fi putut accelera sfârșitul acordului în 2 ani și jumătate în loc de 5 ani.  Au reușit să obțină adaptarea Angie, I Says care a fost în pregătire la Fox, unde au lucrat anterior. În 1993, Jonathan Glickman, care a venit de la Programul Peter Stark de la USC, s-a alăturat companiei Caravan ca intern.
După ce primele trei filme din următoarele patru au avut încasări mici  box office, Roth a promis să acopere costurile filmului Ador încurcăturile cu 15 milioane dacă nu ar fi reușit la box office. Până la urmă a avut aceeași soartă ca celelalte trei filme.
Roth a fost numit la 24 august 1994 în funcția de șef al studioului Disney, lăsându-l pe Birnbaum la conducere.  CEO Disney Michael Eisner a fost atât de mulțumit de înlocuirea lui Jeffrey Katzenberg ca șef de studio Disney cu Roth, încât a iertat datoriile care au depășit costurile și i-a plătit  lui Roth 40 de milioane pentru 21 de filme neproduse în cadrul acordului.
Caravan Pictures  a fost restructurat în septembrie 1998 pentru a extinde producția în cantitate și la filme TV. Glickman a fost promovat în  acel moment ca președinte al Caravan Pictures, ceea ce l-a determinat Birnbaum să înceapă să dea titlurile executivilor.
În august 1998, Birnbaum a părăsit Caravan pentru a co-fonda Spyglass Entertainment (cu Gary Barber, fost vicepreședinte și COO al Morgan Creek Productions), la solicitarea lui Roth, în care Disney a luat o participație la capital și a semnat un acord de distribuție pe cinci ani. Datorită faptului că Disney își reducea producția anuală de producție, Roth a recomandat formarea unei firme de producție cu autofinanțare similară cu New Regency Productions. După ce celelalte trei filme ale lui Caravan au fost lansate, compania a intrat în inactivitate. Disney a contribuit, de asemenea, la realizarea proiectelor de film pentru Caravan și la un avans financiar inițial de la 10 milioane la 20 milioane dolari.

## Listă de filme notabile Caravan Pictures
| Titlu                               | Data lansării      | Eticheta Disney de lansare | Buget          | Încasări     |
| ----------------------------------- | ------------------ | -------------------------- | -------------- | ------------ |
| Cei trei muschetari                 | 12 noiembrie 1993  | Walt Disney Pictures       | $17 milioane   | $53.898.845  |
| Angie                               | 4 martie 1994      | Hollywood Pictures         | $26 milioane   | $9,398,308   |
| Ador încurcăturile                  | 29 iunie 1994      | Touchstone Pictures        | $45 milioane   | $61,947,267  |
| Echipa de îngeri                    | 15 iulie 1994      | Walt Disney Pictures       | $24 milioane   | $50,236,831  |
| Shame                               | 23 noiembrie 1994  | Hollywood Pictures         | $10 milioane   | $29,392,418  |
| Houseguest                          | 6 ianuarie 1995    | Hollywood Pictures         | $10.5 milioane | $26,325,256  |
| The Jerky Boys                      | 3 februarie 1995   | Touchstone Pictures        | $8 milioane    | $7,555,256   |
| Categoria grea                      | 17 februarie 1995  | Walt Disney Pictures       |                | $17,689,177  |
| Aventurile lui Pecos Bill           | 24 martie 1995     | Walt Disney Pictures       | $32 milioane   | $11,047,627  |
| În timp ce tu dormeai               | 21 aprilie 1995    | Hollywood Pictures         | $17 milioane   | $182,057,016 |
| The Big Green                       | 29 septembrie 1995 | Walt Disney Pictures       | $12 milioane   | $17,725,500  |
| Fără speranță                       | 4 octombrie 1995   | Hollywood Pictures         | $10 milioane   | $24,147,179  |
| Powder (Copilul fulgerului)         | 27 octombrie 1995  | Hollywood Pictures         | $9.5 milioane  | $30,862,156  |
| Înainte și după                     | 23 februarie 1996  | Hollywood Pictures         | $35 milioane   | $8,797,839   |
| Totul pentru Celtics                | 19 aprilie 1996    | Hollywood Pictures         |                | $9,255,027   |
| Nevastă de om bogat                 | 13 septembrie 1996 | Hollywood Pictures         |                | $8,543,587   |
| Bodyguard pentru fiul președintelui | 20 decembrie 1996  | Walt Disney Pictures       | $5 milioane    | $26,491,793  |
| Metro (Polițist la San Francisco)   | 17 ianuarie 1997   | Touchstone Pictures        | $55 milioane   | $31,987,563  |
| A fost odată asasin...              | 11 aprilie 1997    | Hollywood Pictures         | $15 milioane   | $28,084,357  |
| Gone Fishin' (La pescuit)           | 30 mai 1997        | Hollywood Pictures         | $53 milioane   | $19,736,932  |
| G.I. Jane                           | 22 august 1997     | Hollywood Pictures         | $50 milioane   | $97,169,156  |
| Rocketman                           | 10 octombrie 1997  | Walt Disney Pictures       | $16 milioane   | $15,448,043  |
| Piața Washington                    | 17 octombrie 1997  | Hollywood Pictures         | $15 milioane   | $1,851,761   |
| Șase zile, șapte nopți              | 12 iunie 1998      | Touchstone Pictures        | $70 milioane   | $164,839,294 |
| Simon Birch                         | 11 septembrie 1998 | Hollywood Pictures         | $30 milioane   | $18,252,684  |
| Picat din cer                       | 9 octombrie 1998   | Touchstone Pictures        | $60 milioane   | $12,069,719  |
| Inspectorul Gadget                  | 23 iulie 1999      | Walt Disney Pictures       | $90 milioane   | $134,403,112 |

## Legături externe
- Caravan Pictures la Internet Movie Database